# Boxcutter
Boxcutter, de son vrai nom Barry Lynn, est un musicien britannique de musique électronique.

## Biographie
Les premiers morceaux de Boxcutter de 2005 et 2006, comme ceux sortis sur Hotflush Recordings et sur le premier album de Planet Mu, Oneiric, sont souvent associés au genre dubstep, bien qu'ils aient également été comparés à des artistes expérimentaux tels qu'Amon Tobin et Boards of Canada. Le deuxième album de Boxcutter, Glyphic, est plus influencé par le dub classique tel que King Tubby, mais est également comparé à des artistes tels que Squarepusher, Foul Play et Seefeel, et confirme la réputation de Lynn de travailler en dehors des conventions et d'adopter une approche de saut de genre. En 2009, Lynn sort l'album Arecibo Message sur le thème du SETI. La même année, il fonde le label Kinnego Records, sur lequel il sort une collaboration avec Kinnego Flux (un duo composé de David Baxter et Brian Greene) avec des illustrations des designers londoniens La Boca, ainsi que le premier single en vinyle de Space Dimension Controller.
The Dissolve sort en 2011 et obtient un score de 78 sur Metacritic, la BBC Review faisant référence à Panda Bear pour décrire une collaboration avec le chanteur Brian Greene, et les critiques remarquant l'éloignement des sonorités dubstep.
Boxcutter sort l'EP Gnosis sur le label Cosmic Bridge de Om Unit en décembre 2013. Boxcutter sort également de la musique sous le nom de The Host, notamment l'album éponyme de 2012 sur Planet Mu, et Esalen Lecures sur Touch Sensitive Records en 2015. Un album de Barry Lynn antérieur à l'alias Boxcutter est publié par Planet Mu en 2008, intitulé Balancing Lakes, d'après les lacs d'équilibre de Craigavon.
Barry Lynn collabore avec FaltyDL sous le nom de NeferTT, publiant l'EP Blue Skies Red Soil en 2012 pour Hotflush Recordings.
Boxcutter se produit en live à travers l'Europe et les États-Unis, notamment au Unsound Festival, TodaysArt, Club Transmediale, Bloc Festival, et Decibel Festival. Lors des concerts, Barry accompagne souvent sa musique électronique d'une guitare électrique ou d'une guitare basse.
Lynn est titulaire d'un doctorat en astrophysique de l'université Queen's de Belfast et publie des articles de recherche de la revue Monthly Notices of the Royal Astronomical Society,,,.

## Discographie

### Albums studio
- 2006 : Oneiric (Planet Mu)
- 2007 : Glyphic (Planet Mu)
- 2009 : Arecibo Message (Planet Mu)
- 2011 : The Dissolve (Planet Mu)
- 2018 : Sheene (Kinnego Records)
- 2020 : Béaloideas (Kinnego Records)
- 2021 : Cirrus Dubs (Kinnego Records)

### Singles
- 2005 : Brood / Sunshine (Hotflush Recordings)
- 2006 : Tauhid (Planet Mu)
- 2006 : Brood V.I.P. / November Dub (ABUCS)
- 2007 : Philly / Endothermic (Hotflush Recordings)
- 2010 : Moon Pupils / 2Time (avec Kab Driver) (Kinnego Records)
- 2011 : Allele / Other People (Planet Mu)
- 2013 : Gnosis (Cosmic Bridge)
- 2014 : Shea EP (Kinnego Records)
- 2014 : Retina Grains (Kinnego Records)
- 2014 : New Yen EP (with Defcon) (Kinnego Records)
- 2015 : Vatic Dreams (Kinnego Records)
- 2016 : Canopy (Kinnego Records)
- 2017 : Talamh (Kinnego Records)
- 2018 : Alignments (Kinnego Records)
- 2024 : Scope (Kinnego Records)
- 2025 : Dapple / Eyebeam (Kinnego Records)

### Remixes
- 2007 : Kitchen Sink (Boxcutter Remix) - Amon Tobin – Kitchen Sink Remixes (Ninja Tune)
- 2007 : Sparkle (Boxcutter Remix) - Toasty / Elemental – Angel / Sparkle (Remixes) (Hotflush Recordings)
- 2007 : Conundrum (Boxcutter Autumn Drum Remix) - Wolf and Cub – This Mess (4AD)
- 2009 : Human Meadow (Boxcutter Remix) - FaltyDL – Human Meadow Remixes (Planet Mu)
- 2009 : Otherside Remix (Earth Is My Spaceship) - LED Piperz* – Aerial / Otherside (Airflex Labs)
- 2009 : VCOcation (Boxcutter Remix) - Space Dimension Controller – Unidentified Flying Oscillator (Acroplane Recordings)

### Sous Barry Lynn
- 2008 : Balancing Lakes (Planet Mu)
- 2017 : Taurus Tapes Vol. I (Touch Sensitive)
- 2018 : Taurus Tapes Vol. II (Touch Sensitive)